# Ad-Damazin
Ad-Damazin (tiếng Ả Rập: الدمازين) là thành phố thủ phủ của bang Nin Xanh phía nam Sudan. Đây là nơi có đập Roseires và nhà máy thủy điện.
Thành phố Ad-Damazin có nhà ga tàu hỏa thuộc một nhánh của mạng lưới đường sắt quốc gia. Tuy nhiên, dịch vụ tàu hỏa kết nối với Ad-Damazin đã bị chấm dứt nhiều năm trước đây. Thay vào đó, có thể đến thành phố này từ Khartoum qua tuyến đường bộ và đường hàng không. Tuy nhiên, sân bay Damazine chủ yếu phục vụ bởi UNMIS hoặc các chuyến bay của Chính phủ.

## Khí hậu
Ad-Damazin có khí hậu bán khô hạn nóng (phân loại khí hậu Köppen BSh).
| Dữ liệu khí hậu của Ad-Damazin (1961-1990) | Dữ liệu khí hậu của Ad-Damazin (1961-1990) | Dữ liệu khí hậu của Ad-Damazin (1961-1990) | Dữ liệu khí hậu của Ad-Damazin (1961-1990) | Dữ liệu khí hậu của Ad-Damazin (1961-1990) | Dữ liệu khí hậu của Ad-Damazin (1961-1990) | Dữ liệu khí hậu của Ad-Damazin (1961-1990) | Dữ liệu khí hậu của Ad-Damazin (1961-1990) | Dữ liệu khí hậu của Ad-Damazin (1961-1990) | Dữ liệu khí hậu của Ad-Damazin (1961-1990) | Dữ liệu khí hậu của Ad-Damazin (1961-1990) | Dữ liệu khí hậu của Ad-Damazin (1961-1990) | Dữ liệu khí hậu của Ad-Damazin (1961-1990) | Dữ liệu khí hậu của Ad-Damazin (1961-1990) |
| Tháng                                      | 1                                          | 2                                          | 3                                          | 4                                          | 5                                          | 6                                          | 7                                          | 8                                          | 9                                          | 10                                         | 11                                         | 12                                         | Năm                                        |
| ------------------------------------------ | ------------------------------------------ | ------------------------------------------ | ------------------------------------------ | ------------------------------------------ | ------------------------------------------ | ------------------------------------------ | ------------------------------------------ | ------------------------------------------ | ------------------------------------------ | ------------------------------------------ | ------------------------------------------ | ------------------------------------------ | ------------------------------------------ |
| Cao kỉ lục °C (°F)                         | 41.1 (106.0)                               | 44.3 (111.7)                               | 44.5 (112.1)                               | 45.5 (113.9)                               | 47.0 (116.6)                               | 42.0 (107.6)                               | 39.0 (102.2)                               | 37.0 (98.6)                                | 38.1 (100.6)                               | 40.0 (104.0)                               | 41.0 (105.8)                               | 41.5 (106.7)                               | 47.0 (116.6)                               |
| Trung bình ngày tối đa °C (°F)             | 35.2 (95.4)                                | 37.1 (98.8)                                | 39.5 (103.1)                               | 40.5 (104.9)                               | 38.5 (101.3)                               | 35.2 (95.4)                                | 31.8 (89.2)                                | 31.1 (88.0)                                | 32.5 (90.5)                                | 35.2 (95.4)                                | 36.9 (98.4)                                | 35.7 (96.3)                                | 35.8 (96.4)                                |
| Trung bình ngày °C (°F)                    | 26.0 (78.8)                                | 27.7 (81.9)                                | 30.7 (87.3)                                | 32.2 (90.0)                                | 31.7 (89.1)                                | 29.1 (84.4)                                | 26.7 (80.1)                                | 26.1 (79.0)                                | 26.7 (80.1)                                | 28.2 (82.8)                                | 27.9 (82.2)                                | 26.3 (79.3)                                | 28.3 (82.9)                                |
| Tối thiểu trung bình ngày °C (°F)          | 16.8 (62.2)                                | 18.4 (65.1)                                | 21.9 (71.4)                                | 23.9 (75.0)                                | 24.8 (76.6)                                | 22.9 (73.2)                                | 21.5 (70.7)                                | 21.2 (70.2)                                | 21.0 (69.8)                                | 21.2 (70.2)                                | 19.0 (66.2)                                | 17.0 (62.6)                                | 20.8 (69.4)                                |
| Thấp kỉ lục °C (°F)                        | 8.5 (47.3)                                 | 10.4 (50.7)                                | 13.4 (56.1)                                | 16.3 (61.3)                                | 18.0 (64.4)                                | 17.5 (63.5)                                | 15.9 (60.6)                                | 17.5 (63.5)                                | 17.5 (63.5)                                | 14.3 (57.7)                                | 12.0 (53.6)                                | 8.7 (47.7)                                 | 8.5 (47.3)                                 |
| Lượng mưa trung bình mm (inches)           | 0.0 (0.0)                                  | 0.1 (0.00)                                 | 2.8 (0.11)                                 | 12.9 (0.51)                                | 40.2 (1.58)                                | 114.4 (4.50)                               | 189.2 (7.45)                               | 171.8 (6.76)                               | 133.6 (5.26)                               | 45.7 (1.80)                                | 2.1 (0.08)                                 | 0.1 (0.00)                                 | 712.9 (28.05)                              |
| Số ngày mưa trung bình (≥ 0.1 mm)          | 0.0                                        | 0.1                                        | 0.3                                        | 1.4                                        | 6.0                                        | 12.3                                       | 16.1                                       | 16.9                                       | 12.4                                       | 4.7                                        | 0.5                                        | 0.0                                        | 70.7                                       |
| Độ ẩm tương đối trung bình (%)             | 29                                         | 23                                         | 21                                         | 24                                         | 43                                         | 59                                         | 72                                         | 79                                         | 76                                         | 67                                         | 38                                         | 32                                         | 46.9                                       |
| Số giờ nắng trung bình tháng               | 303.8                                      | 280.0                                      | 294.5                                      | 288.0                                      | 257.3                                      | 201.0                                      | 170.5                                      | 182.9                                      | 204.0                                      | 251.1                                      | 279.0                                      | 294.5                                      | 3.006,6                                    |
| Phần trăm nắng có thể                      | 85                                         | 85                                         | 79                                         | 78                                         | 66                                         | 53                                         | 44                                         | 45                                         | 56                                         | 68                                         | 83                                         | 83                                         | 69                                         |
| Nguồn: NOAA                                |                                            |                                            |                                            |                                            |                                            |                                            |                                            |                                            |                                            |                                            |                                            |                                            |                                            |

## Giáo dục
Đại học Nin Xanh (Jameat Al Neel Alazraq) là một trường đại học công lập nằm ở Ad-Damazin, được thành lập vào năm 1995.